# Ісехара

35°24′10″ пн. ш. 139°18′54″ сх. д. / 35.40278° пн. ш. 139.31500° сх. д.
Ісехара (яп. 伊勢原市, いせはらし, МФА: [isehaɾa ɕi̥]) — місто в Японії, в префектурі Канаґава.

## Короткі відомості
Розташоване в центральній частині префектури, на східному краю плато Саґаміхара. Виникло на основі середньовічного прихрамового містечка біля синтоїстського святилища Ояма-Афурі. В ранньому новому часі було постоялим містечком. Отримало статус міста 1971 року. Основою економіки є хімічна промисловість, виробництво електротоварів, комерція, туризм. Станом на 1 квітня 2009 площа міста становила 55,52 км². Станом на 1 липня 2011 населення міста становило 101 113 осіб.

## Міста-побратими
- La Mirada, США (1981)
- Тіно, Японія (1986)